# Bazzanioideae
Bazzanioideae, jedna od sedam potporodica jetrenjarki iz porodice Lepidoziaceae. Sastoji se od tri roda od kojih je tipičan i ujedno najveći rod Bazzania. Najmanje 30 vrsta iz roda Bazzania priznato je u Južnoj Americi

## Rodovi
1. Acromastigum A. Evans
2. Bazzania Gray
3. Mastigopelma Mitt.